# Ouled Chebel
Ouled Chebel est une commune de la wilaya d'Alger en Algérie, située au sud d'Alger.

## Géographie

### Situation
Ouled Chebel est située à 33 km au sud d'Alger.
| Tessala El Merdja                             | Birtouta                 | Birtouta                 |
| Tessala El Merdja, Boufarik (wilaya de Blida) | Ouled Chebel             | Sidi Moussa              |
| Boufarik (wilaya de Blida)                    | Chebli (wilaya de Blida) | Chebli (wilaya de Blida) |

### Relief et hydrologie
Ouled Chebel est une commune rurale enclavée[précision nécessaire] au sein de la plaine de la Mitidja. Elle est traversée par un petit cours d'eau, l'oued Chérif.

### Transports
La gare SNTF de Birtouta est située à l'extrémité nord de la commune.

### Localités de la commune
La commune est composée d'une agglomération principale, Ouled Chebel (chef-lieu), et de deux agglomérations secondaires, Chaabani et Mehamdia.
Lors du découpage administratif de 1984, la commune d'Ouled Chebel est constituée à partir des localités suivantes :
- Ouled Chebel
- Chaïbia
- Bhaïria
- M'Hamdia
- Metenane.
- Sidi M'hamed

## Histoire
Le territoire était peuplé avant la colonisation française par la tribu des Ouled Chebel[réf. nécessaire] qui est une branche des Ouled Sidi Bouziri[réf. nécessaire] qui ont contribué à la résistance contre la colonisation par leur engagement dans les forces régulières de l'émir Abd el-Kader avec des centaines de cavaliers.
Ouled Chebel fera d'abord partie de la commune de Birtouta, créée en 1851, puis en partie de la commune de Chebli qui est créée en août 1861[réf. nécessaire]. Ce n'est qu'en 1984 que la commune de Ouled Chebel est créée sur un territoire détaché de celui de Birtouta et en partie de celui de Chebli au sein de la wilaya de Blida.

## Démographie
| 1987   | 1998   | 2008   |
| ------ | ------ | ------ |
| 12 004 | 16 335 | 20 006 |

## Économie
L'activité agricole représente un tiers des emplois créés.